# Adelaide (ópera)
Adelaide o l'Adelaide es una ópera con música de Antonio Sartorio y libreto en italiano de Pietro Dolfin. Se estrenó en Venecia en el Teatro San Salvatore en 1672. No se conoce la fecha exacta, aunque el libreto está dedicado 19 de febrero de 1672. 
El género de la ópera es dramma per musica. El libreto sigue los mismos acontecimientos históricos que la posterior obra de Händel Lotario. 

## Sinopsis
La historia tiene lugar en el año 951, cuando, después de la muerte de su marido Lotario II de Italia, Adelaida de Italia se ve obligada a casarse con Adalberto II de Ivrea por su padre, Berengario II de Italia. 